# Mark Menzies
Mark Andrew Menzies, né le 18 mai 1971 à Irvine, est un homme politique conservateur britannique. Il est député de Fylde dans le Lancashire de 2010 à 2024. Il occupe les fonctions de secrétaire parlementaire privé (PPS) de Charles Hendry, ministre d'État à l'Énergie et au Changement climatique de 2010 à 2012 puis d'Alan Duncan, ministre du Développement international, jusqu'en mars 2014. 

## Jeunesse
Menzies grandit à Ardrossan, Ayrshire, élevé par sa mère après la mort de son père officier de la marine marchande un mois avant sa naissance. Il fréquente une école primaire locale avant de bénéficier du programme d'aide aux places dans une école secondaire indépendante voisine, la Keil School. À l'université de Glasgow, il est président de l'Association conservatrice en 1994 et obtient un diplôme spécialisé en histoire économique et sociale de l'université. La carrière professionnelle de Menzies se déroule dans le secteur de la vente au détail. Il rejoint Marks & Spencer en 1994 et travaille dans le marketing pour deux grands supermarchés britanniques. En 2007, il reçoit le prix IGD/Unilever Social Innovation Marketing.
Menzies se présente comme candidat conservateur pour le siège sûr des travaillistes de Glasgow Govan aux élections générales de 2001, où il arrive quatrième. En 2005, il se présente à Selby dans le Yorkshire, un siège marginal travailliste, et arrive deuxième, perdant par moins de 500 voix. Il est ajouté à la A-List de David Cameron en 2006 et Menzies est sélectionné pour Fylde en novembre 2008.

## Carrière parlementaire
Il est élu député de Fylde dans le Lancashire aux élections générales de 2010, succédant à Michael Jack et conservant le siège des conservateurs, obtenant 22 826 voix (52,2 %) et 13 185 voix de majorité. Après son élection en mai 2010, Menzies prononce son premier discours le 21 juin 2010. En novembre 2010, il est l'un des sept députés nouvellement élus à être choisi comme secrétaire parlementaire privé d'un ministre du gouvernement.
Menzies fait campagne pour la libéralisation de la législation sur le commerce du dimanche. Il présente un projet de loi qui vise à permettre aux autorités locales de modifier les restrictions commerciales du dimanche dans leur juridiction en même temps que les grands événements nationaux. Plus précisément, il fait valoir que le secteur de la vente au détail devrait être en mesure de profiter de tous les revenus supplémentaires générés par les Jeux olympiques de Jeux olympiques de Londres en 2012.
En mars 2014, Menzies démissionne de son poste de secrétaire parlementaire privé d'Alan Duncan, alors ministre du Développement international, après un reportage dans le Sunday Mirror selon lequel Menzies a payé une escorte masculine brésilienne pour des relations sexuelles et lui a demandé de fournir la drogue illégale, la méthédrone. Menzies déclare qu'un certain nombre d'affirmations étaient "fausses",,.
Menzies est opposé au Brexit avant le référendum de 2016.
En août 2019, il appelle à la fin de la fracturation hydraulique pour le gaz de schiste dans le Fylde, après un tremblement de terre mesurant 2,9 ML sur l'échelle de Richter.
Menzies est réélu aux élections générales de décembre 2019. Le 21 avril 2024, il annonce qu'il ne se représentera pas lors des prochaines élections législatives et démissionne du Parti conservateur.